# Kostel svatého Petra (Abrera)
Kostel svatého Petra je románská stavba v obci Abrera (Baix Llobregat). Je španělskou kulturní památkou.

## Popis
Jednolodní kostel má valenou klenbu a apsidu s dvojitými štěrbinovými okny. Apsida je zdobena slepými oblouky a lizénami a dlažba je vyrobena z břidlice. V transeptu, pokrytém křížovou klenbou, stojí třípatrová zvonice, první patro s půlkruhovým oknem a druh a třetí s dvojitými okny. Vstup je na jedné boční straně; portál je půlkruhový se sloupy s hlavicemi.
Farní kostel Sant Pere d'Abrera je zmiňován poprvé v roce 1100. Byl zrestaurován v letech 1956 až 1959 a zároveň bylo přidáno třetí patro věže.

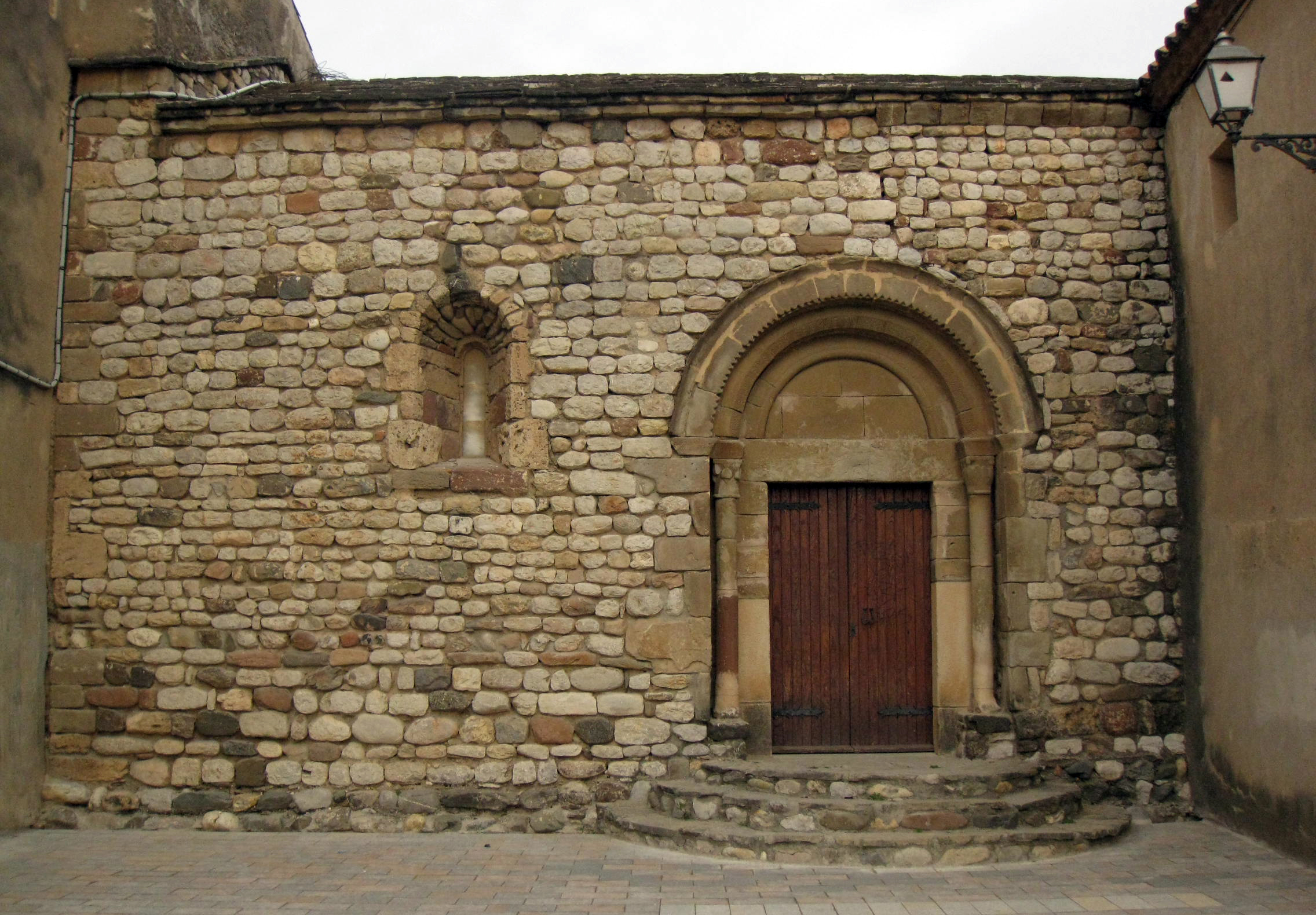
Portál
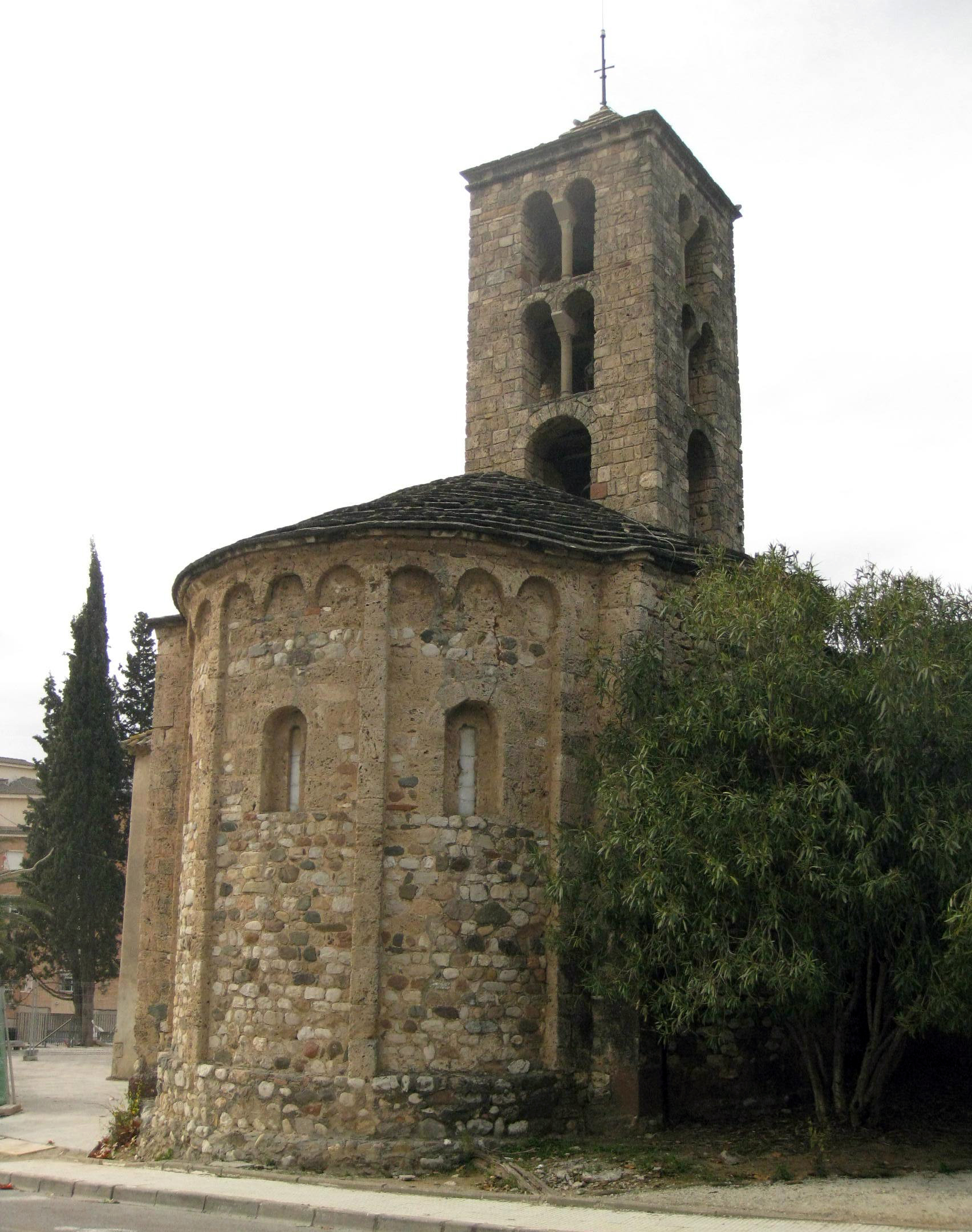
Apsida
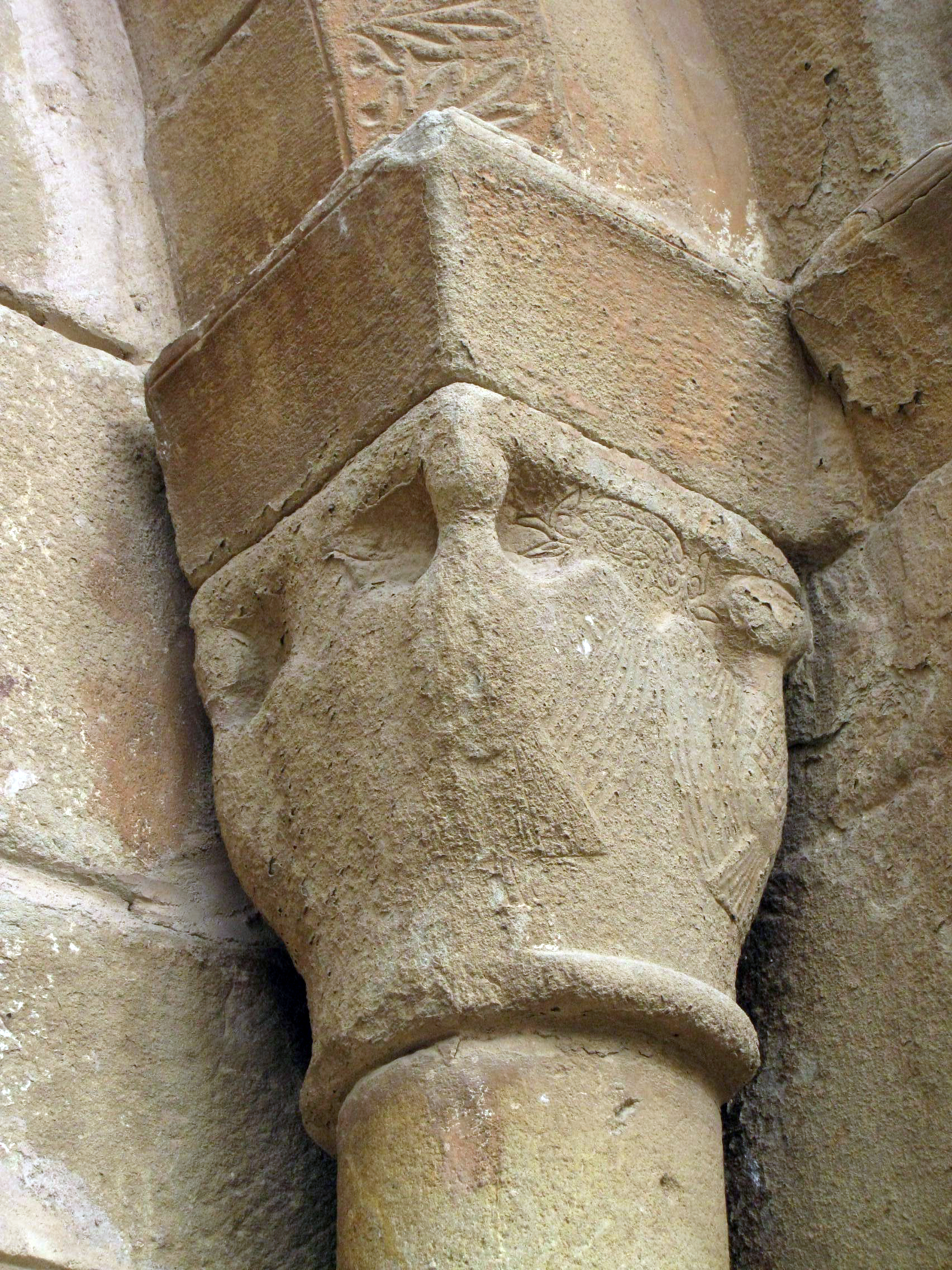